# Gradski Stadion Čair
Le stade municipal Čair (en serbe cyrillique : Градски стадион Чаир, et en serbe latin : Gradski Stadion Čair), est un stade de football situé à Niš, en Serbie.

## Histoire
Le stade, construit en 1963, peut initialement accueillir 40 000 spectateurs.
Il est entièrement rénové en 2011-2012.